# Championnats d'Europe de course en montagne 2015
Navigation
2014 2016
Les championnats d'Europe de course en montagne 2015 sont une compétition de course en montagne qui s'est déroulée le 4 juillet 2015 à Porto Moniz, sur l'île de Madère au Portugal. Il s'agit de la vingt-et-unième édition de l'épreuve.

## Résultats
L'édition 2015 est marquée par de bons résultats des athlètes norvégiens qui récoltent deux médailles d'or et une d'argent.
La course senior masculine s'est disputée sur un parcours de 11,8 km comportant un dénivelé positif de 1 250 m. Avec 65 coureurs au départ, l'épreuve est remportée par le Norvégien Johan Bugge devant le Suisse David Schneider et l'Italien Alex Baldaccini. L'Italie remporte le classement par équipes devant le Royaume-Uni et la Suisse.
La course féminine se dispute sur un parcours de 8,2 km avec 850 m de dénivelé positif. Elle est remportée par l'Autrichienne Andrea Mayr qui remporte son quatrième titre européen et troisième d'affilée. Elle devance la Norvégienne Eli Anne Dvergsdal et la Britannique Emma Clayton. Le classement par équipes féminin est remporté par le Royaume-Uni devant l'Autriche et la France.
L'épreuve junior masculine est disputée le même circuit que les seniors femmes, elle est remportée par le Norvégien Stian Øvergaard Aarvik. Le parcours junior féminin fait 4,2 km avec 400 m de dénivelé positif, la course est remportée par l'Allemande Sarah Kistner.

### Seniors
| Rang               | Athlète           | Pays        | Temps           |
| ------------------ | ----------------- | ----------- | --------------- |
| Médaille d'or      | Johan Bugge       | Norvège     | 1 h 02 min 35 s |
| Médaille d'argent  | David Schneider   | Suisse      | 1 h 02 min 49 s |
| Médaille de bronze | Alex Baldaccini   | Italie      | 1 h 02 min 56 s |
| 4                  | Robbie Simpson    | Royaume-Uni | 1 h 03 min 20 s |
| 5                  | Andrew Douglas    | Royaume-Uni | 1 h 03 min 32 s |
| 6                  | Xavier Chevrier   | Italie      | 1 h 03 min 41 s |
| 7                  | Bernard Dematteis | Italie      | 1 h 03 min 51 s |
| 8                  | Julien Rancon     | France      | 1 h 04 min 29 s |

| Rang               | Pays                                                                                           | Points |
| ------------------ | ---------------------------------------------------------------------------------------------- | ------ |
| Médaille d'or      | Italie Alex Baldaccini (3e) Xavier Chevrier (6e) Bernard Dematteis (7e) Luca Cagnati (13e)     | 16     |
| Médaille d'argent  | Royaume-Uni Robbie Simpson (4e) Andrew Douglas (5e) Chris Smith (17e) Nick Swinburn (19e)      | 26     |
| Médaille de bronze | Suisse David Schneider (2e) Pascal Egli (10e) Daniel Lustenberger (15e) Christian Mathys (22e) | 27     |

| Rang               | Athlète                 | Pays        | Temps       |
| ------------------ | ----------------------- | ----------- | ----------- |
| Médaille d'or      | Andrea Mayr             | Autriche    | 50 min 40 s |
| Médaille d'argent  | Eli Anne Dvergsdal      | Norvège     | 53 min 05 s |
| Médaille de bronze | Emma Clayton            | Royaume-Uni | 53 min 36 s |
| 4                  | Sabine Reiner           | Autriche    | 54 min 23 s |
| 5                  | Lucija Krkoč            | Slovénie    | 54 min 53 s |
| 6                  | Victoria Wilkinson      | Royaume-Uni | 55 min 03 s |
| 7                  | Pavla Schorná-Matyášová | Tchéquie    | 55 min 10 s |
| 8                  | Anaïs Sabrié            | France      | 55 min 11 s |

| Rang               | Pays                                                                                            | Points |
| ------------------ | ----------------------------------------------------------------------------------------------- | ------ |
| Médaille d'or      | Royaume-Uni Emma Clayton (3e) Victoria Wilkinson (6e) Rebecca Robinson (9e) Annie Baumber (11e) | 18     |
| Médaille d'argent  | Autriche Andrea Mayr (1re) Sabine Reiner (4e) Susanne Mair (18e) Karin Freitag (20e)            | 23     |
| Médaille de bronze | France Anaïs Sabrié (8e) Christel Dewalle (13e) Adelaïde Panthéon (17e) Céline Jeannier (30e)   | 38     |

### Juniors
| Rang               | Athlète                | Pays    | Temps       |
| ------------------ | ---------------------- | ------- | ----------- |
| Médaille d'or      | Stian Øvergaard Aarvik | Norvège | 48 min 17 s |
| Médaille d'argent  | Abdullah Yorulmaz      | Turquie | 49 min 03 s |
| Médaille de bronze | Mustafa Göksel         | Turquie | 49 min 08 s |

| Rang               | Pays                                                                                          | Points |
| ------------------ | --------------------------------------------------------------------------------------------- | ------ |
| Médaille d'or      | Turquie Abdullah Yorulmaz (2e) Mustafa Göksel (3e) Sehmus Sarihan (10e) Ömer Tuncer (22e)     | 15     |
| Médaille d'argent  | Italie Davide Magnini (4e) Francesco Agostini (7e) Alberto Vender (8e) Marco Casuscelli (12e) | 19     |
| Médaille de bronze | Royaume-Uni Maximilian Nicholls (5e) Jacob Adkin (6e) Jack Willis (14e) Ciaran Lewis (33e)    | 25     |

| Rang               | Athlète           | Pays      | Temps       |
| ------------------ | ----------------- | --------- | ----------- |
| Médaille d'or      | Sarah Kistner     | Allemagne | 21 min 26 s |
| Médaille d'argent  | Michaela Stránská | Tchéquie  | 22 min 10 s |
| Médaille de bronze | Elsa Racasan      | France    | 22 min 14 s |

| Rang               | Pays | Points |
| ------------------ | --- | ------ |
| Médaille d'or      | Allemagne Sarah Kistner (1re) Annika Seefeld (7e) Nada Balcarczyk (11e) Nadia Dietz (25e)                  | 19     |
| Médaille d'argent  | Tchéquie Michaela Stránská (2e) Tereza Korvasová (4e) Carmen Idris Beshirová (16e) Pavlína Poláčková (24e) | 22     |
| Médaille de bronze | Turquie Yayla Kiliç (5e) Burcu Subatan (6e) Gülistan Bekmez (12e) Sümeyye Elif Tuna (30e)                  | 23     |